# 若林源三
若林源三（日語：若林源三，平假名：わかばやし げんぞう），日本動漫《足球小將》中的角色，是主角大空翼遇到的第一個對手。在小學，沒有人能夠在禁區外射球，攻入他守的球門。其後國中時隨見上辰夫教練去了德國。

## 基本資料
- 國籍：日本
- 羅馬發音：Wakabayashi Genzo
- 譯名：

1. 若林源三（日文原文漢字）
2. 若林源三（大陸、台譯）
3. 林源三（港譯）
4. Benji Price（西班牙）
5. Tom Price（法國）

- 出生日期：12月7日
- 身高：183cm
- 體重：77kg
- 球衣號碼：

1. 1（修哲小學，南葛SC，德國漢堡SV少年隊，德國漢堡SV，世青賽）
2. 22（巴黎世少賽）
3. 24（奧林匹克）
4. 32（日本國家足球隊）

- 擔任位置：守門員
- 綽號：SGGK（Super·Great·Goalkeeper）、天才守門員
- 家庭組成：父、母、兩位哥哥
- 私人教練：見上辰夫

## 所屬球隊
- 修哲小學足球隊（任隊長）
- 南葛SC
- 漢堡少年足球隊
- 全日本Jr少年足球隊
- 漢堡SV
- 漢堡隊
- 全日本青年U-20足球隊
- 日本國家足球隊
- 日本奧運隊
- 現今所屬俱樂部：拜仁慕尼黑（德國）

## 人物設定
戴著運動帽、抬手微壓帽檐，這是若林源三給人的最初印象，也是其標誌性的動作。
若林源三在擔任守門員的過程中意識到，這個位置在球隊中起著關鍵作用，即“只要門將不失球，球隊就不會輸。”是日本隊當家守門員。
大空翼轉到了南葛小學，最早遇到的頂尖選手就是若林。若林當時的修哲小學與南葛小學為了足球場使用權而爭吵，南葛派出該校高年級的其他體育代表以美式橄欖球、手球和棒球（2018年版加入網球、籃球、冰球、排球和兩邊包紮好的標槍）跟若林較量，而被他一一擋下，令大空翼心存敬佩，但他決定從神射球到600公尺外的若林家挑戰。從此兩個人的友情和對手關係就被強烈的羈絆聯繫起來。兩人位置不同卻互相尊敬，同時認爲對方都是必須超越的一道銅牆鐵壁。大空翼進攻，若林防守——這幅圖畫是日本足球不斷前進的原點。
和大空翼衆多的對手一樣，若林也有隊長經驗，他用自己激勵的話語將隊友連接起來。
讓若林成為SGGK的是——“死守球門”的意志。

## 若林源三的關鍵詞
- 禁區：若林絕對不允許禁區外的射門進球，並一直以此爲目標。因此有很多挑戰者嘗試從禁區外射門，成功者目前僅有：中國青年軍的肖俊光、巴西青年軍的拿度尼、效力拜仁慕尼黑的卡爾·海因茨·施奈德及阿根廷的胡安. 迪亞斯(待查證)。
- 英才教育：從幼年時期就擁有專屬教練，接受了守門員英才教育。對於他來說，見上辰夫教練亦師亦父。
- 德國：少年時代的若林憧憬多産有名門將的德國，爲了學習和見上教練一起遠渡。後來在德國踢職業聯盟。

## 主要戰績
- 第五屆全日本少年足球大賽冠軍／全部比賽無失球
- 第六屆全日本少年足球大賽冠軍／優秀球員獎
- 第一屆國際少年大賽冠軍
- 世界青年足球錦標賽冠軍

## 登場時間

### 漫畫
- 初登場：成長篇第1巻

### 電視動畫
- 83版足球小將（キャプテン翼）：第一集
- 94版足球小將J版（キャプテン翼J）：第一集
- 2002版足球小將GOAL!（キャプテン翼 Road to 2002）：第一集

### OVA版本
- 足球小將歐洲爭霸戰（新キャプテン翼）：第一集

### 電影版
- 足球小將大電影：決戰歐洲（キャプテン翼 ヨーロッパ大決戰）
- 足球小將大電影：危險!全日本Jr.（キャプテン翼 危うし!全日本Jr.）
- 足球小將大電影：奔向明日！（キャプ超級守門員 or 天才守門員、SGGKテン翼 明日に向って走れ!）
- 足球小將大電影：世界大決戰!! JR. 世界杯（キャプテン翼 世界大決戰!!Jr.ワールドカップ）
- 足球小將大電影J：最強敵人（キャプテン翼J 最強の敵！オランダユース）

## 在故事中的表現

### 小學篇
作为静冈县南葛市修哲小学足球隊隊長的若林，登場時带领二队队员與實力遜色的南葛小學隊爭搶公共球場。若林曾在上届全國少年足球大赛中以未失一球的记录带领修哲夺得全国冠军，被誉为“天才守门员”。此刻面对南葛小学队长石崎了找来的高中生帮手，若林毫无畏惧，提出由不同球隊的隊長依次打門來決一勝負，隨即接連守住了對方的橄欖球、手球乃至棒球，迫使其無功而返。冲若林的名声而新搬入南葛市的大空翼見此情形，立即前來向若林挑戰，飛起一腳將寫著戰書的足球從遙遠的小山上徑直踢到了若林家寬闊的院子裏。隨後在二人的較量中，翼最終將神秘男子羅伯特·本乡的傳球頂射入網，若林卻在爭球時不慎撞上門柱而頭破血流，一時間氣急敗壞，與大空翼相約在兩校的對抗戰中一決高下——以翼能否从自己手中得分来确定胜负。爲了這一戰，若林开始在家中拼命苦練。 
對抗戰開始後，若林要求隊友盯住大空翼，卻不想翼在上半場竟退到後衛的位置參與防守，令修哲無法破門。求戰心切的若林竟故意將球踢到翼的腳下以誘其進攻。接下來翼的幾次射門雖頗具威脅，但始終未能入網。下半場修哲終于好容易攻入一球，若林见时间所剩不多，便指揮起了“鳥籠戰術”，全隊靠來回傳球以拖延時間。石崎了終于在比賽即將結束時搶到球並傳給翼，且因此而受傷。翼打門被若林擋出後一記倒挂金鈎將球射進。若林認爲二人勝負已分，意欲放棄加時賽而獨自離場，被自己的私人教練見上辰夫一記耳光打醒，明白了足球不是一個人的運動，自此成长了许多。加時賽中，剛剛轉入南葛小學的岬太郎代替石崎出場、與翼組成新搭檔。面对二人的攻势，若林冷静扑救，指挥若定，并且在下半場把握了一次角球的機會，親自參與進攻並遠射得分。不甘示弱的南葛隊終于靠翼和岬相互傳球騙過若林，並由翼再次扳回一球。再度失球若林這一次沒有氣餒，而是以隊長的身份激勵隊友。兩隊最終2比2握手言和。
對抗戰結束後，南葛市決定從各校中選拔優秀選手組成精英隊參加全國大賽，若林開始與翼等人並肩作戰並擔任隊長，卻不幸在此前的一場選拔賽中受傷。琦玉縣代表明和隊隊長日向小次郎久聞若林大名，專程來找若林挑戰，若林因腳傷而未對日向的射門做出任何反應，遭日向嘲笑，從誓報此一箭之仇。靜岡縣選拔賽中，南葛隊一路過關斬將，儘管因若林受傷的問題也遇到了些許坎坷。若林在決賽對志水的一戰中忍痛堅守球門，最終南葛以3:0擊敗志水，取得了靜岡縣的代表資格。然而全國大賽來臨之際，若林卻被醫生禁止參賽以免傷勢惡化。南葛隊改由翼擔任隊長。球隊出發前，若林懇求翼一定要打入決賽與明和隊會合，並表示自己在決賽時一定能夠出場。若林在家中聽聞南葛隊第一場比賽的對手便是明和隊，恨自己無法參賽而一怒摔碎了自己去年夺冠的照片。
南葛队在小組賽中以一分之差敗給了明和，但隨後一連擊敗了分組內其他隊伍，同時也打敗花輪(分組賽)、立波(十六強)等強敵，若林此間一直在電視機前關注南葛的每一場比賽。
半決賽對陣武藏隊時，翼因事先得知对方王牌三杉淳患有心臟病而意志消沈，若林此時已來到場邊觀戰，在雨中怒吼迫使翼覺醒。南葛最終戰勝武藏進入了決賽，與明和一爭高下。
決賽中若林終于傷愈登場。日向聽聞若林禁區外的不敗神話後故意每次都在禁區外射門，以證明自己的能力勝過翼，卻屢屢失敗。而南葛卻終于在上半場靠翼和岬合力攻破了空手道门将若島津健的球門而取得領先。下半場日向一改此前的心態，終于頑強破門得分，接下來又趁翼和岬受傷之際再度入球，甚至將若林的手套撞飛。若林在比賽中也不幸舊傷複發，卻仍舊頑強堅守。眼看南葛隊即將以1:2輸掉比賽，若林趁日向不備突然從其腳下將球斷下並親自帶球衝向前場，接著在球門前起腳遠射，後經岬的幫助、最終由翼成功扳平比分。加時賽中若林打著繃帶、忍著傷痛繼續出場，始終未讓對手入球。兩隊在加時賽中戰成0:0，只好繼續進行續加時賽。賽前若林爲球隊制定了作戰計劃，提出續加時賽上半場讓翼和岬充分休息，其他人全力防守，下半場再由二人進行進攻。該計劃果然奏效，下半場南葛終于取得入球，然而若林卻因屢次阻擋了日向的勁射、傷勢加重而倒下，但仍舊拼勁全力、死命守住了南葛的球門。隨後翼受到若林和岬的精神的鼓舞而再度破門。南葛最終以4:2取得優勝，成爲全國冠軍。
全國大賽結束後，若林本打算進入修哲中學，卻不想見上教練已決定去德國進修，並計劃帶若林一同前往。若林與翼、岬等人各奔前程，開始了新的夢想之路。

### 世少篇
若林隨見上教練來到德國之後，便被送入著名的漢堡少年足球隊參加訓練。然而其驕傲的自尊與對未來的美好憧憬在第一天便被殘酷的現實擊碎，面對隊友們暴風驟雨般的射球毫無招架之力，被踢得遍體鱗傷。但作爲曾在日本拿過兩次全國冠軍的天才守門員，若林沒有認輸，第二天的撲救表現已令人刮目相看。這時，漢堡隊隊長、被譽爲“足球小皇帝”的卡爾·海因茨·施奈德出現在球門前，若林完全無法應對其絕技“火焰射球”，從此暗下決心，定要接住施奈德的射門。
施奈德也常常幫若林在球隊訓練結束後進行單獨特訓。然而球隊中卻有幾位隊員因若林是日本人而對他輕視和排斥。有一天當若林與施奈德練習過後正要離開之時，其中的守門員漢斯對若林揚言“漢堡只需要我一個守門員就夠了，我不需要多余的人”，同時一拳打向若林，其他幾人隨即蜂擁而上、對若林拳打腳踢，然而施奈德只冷眼旁觀，隨後離去。遭到圍毆的若林怒氣滿盈，第二天訓練時當著教練的面對漢斯以武力還以顔色，並在訓練之前也一個個收拾了其他參與者，在他看來，“幾個人欺負一個人算什麽本事，夠膽的一個個來單挑！”。後來見上先生回憶此事件時，開玩笑的稱自己當時“被教練好一頓訓斥”。
經過不斷努力，若林的球技進步很大，終于如愿成爲漢堡隊的正選門將。同時，若林與施奈德以及中場幹將海爾曼·卡魯治三人結下了深厚友誼。漢堡在各種聯賽中接連不斷奪得冠軍，施奈德和若林更被譽爲球隊中一攻一守的兩張王牌。與此同時，昔日的南葛隊隊友正在爲爭取全國大賽三連冠的目標而戰。而當時已在法國的岬太郎看到了有關若林的報導之後，特意前往德國看望若林，二人在異國他鄉重逢，分外親切。隨後大空翼在日本也收到並分享了若林的來信。
日本全國中學生足球大賽結束之後，在法國舉辦的第一屆世界少年足球大賽也即將打響，若林的私人教練見上先生已應邀回國出任日本代表隊的領隊。集訓結束之後，日本隊遠征歐洲後第一場友誼賽的對手便是若林所在的漢堡少年隊。翼由于傷勢未愈而暫未到場，當時的日本隊隊長日向小次郎對擊敗若林自信滿滿，若林卻挑釁的聲稱日本隊沒有大空翼根本無法獲勝。比賽中，早田誠的剃刀射門、新田瞬的猛鷹射門、立花兄弟的高空颶風以及松山光的禿鷹遠射均被若林輕松接下，連日向的猛虎射門也未能通過若林的十指關。另一方面，即將轉會拜仁的施奈德連連破門，比分很快變成5:0。比賽前的最後一刻，倍受打擊的日向衝入禁區、破網得分。賽後若林卻指責日向逃避禁區外的較量，並諷刺日本隊的實力。日向不堪侮辱，揮拳朝若林打去，卻被若林先發制人，二人隨即打作一團。日本队队员们并不知道，若林看似过分的言行其实是为激励他们进步而有意做出的。
事後見上教練向若林表示了歉意。原來“白臉激將”的任務是見上事先安排給若林的，爲的是讓日本隊隊員意識到自身實力與歐洲水准的差距，以便在短期之內得以提升。若林爲了大局甘願扮演這樣一個招人恨的角色，非但毫無怨言，反而對見上誇獎日向成熟了。在隨後日本隊訓練中，若林在一旁屢屢斥責隊友，惹得衆人不滿。此时已加入球隊並出任隊長的翼也對若林的言行感到不解，于是若林對翼表達了自己的真實用意，並表示自己不會參加世少賽，門將的位置會讓給若島津健。日向此時恰好聽到了二人的對話，也終于理解了若林的苦心。
世少賽開始後，若林身穿22號球衣坐在了替補席上。日本隊接連遇到強敵意大利隊、阿根廷隊和東道主法國隊，雖然每一場都打得很艱難，但由于大空翼與岬太郎的黃金搭檔複活、日向小次郎新虎射的練成、助教三杉淳的替補上陣、球隊在若林的刺激下整體實力的提升等因素，終于一路闖入了決賽。若林此間一直暗自爲日本隊加油打氣，他其實非常渴望出場。在日本對陣意大利的比賽中，當他聽到吉諾·海爾南德斯（希林狄）被人稱贊爲歐洲第一守門員時，竟不服氣的脫口而出：“歐洲第一的守門員是我！”見上教練也暗自心疼若林的自我犧牲。
日本隊決賽的對手正是施奈德所率領的德國隊。此時若島津健的手傷已經很嚴重，見上教練決定在決賽中啓用若林擔任門將。決賽的前一天晚上，若林在夜深人靜時還在獨自整理德國隊隊員的資料，並在第二天比賽之前分發給了隊友。接著，當見上教練宣布決賽的守門員是若林時，連若林自己都感到驚訝不已，卻不想日向立即表示支持，並道出了自此前所得知的事實真相。其他隊員這才恍然大悟，紛紛支持若林上場。若林于是答應出戰，並鼓舞全隊士氣。
施奈德見若林終于出場也暗自高興。比賽中，若林所提供的對方球員的資料對日本隊的進攻幫助很大，德國隊首次露面的幻影守門員都達·穆勒（梅拿）則屢屢化解了日本隊的猛攻。而若林的表現也毫不遜色，冷靜阻擋了德國隊的突然反擊，包括施奈德的火焰射門。然而對于施奈德的其中一次攻門，若林由于視線被後衛阻擋、未能及時看清對方的射門動作而被德國隊先發制人攻入一球。但隨後日本隊也憑借頑強進攻反而以2:1取得領先。若林的出色防守自然也功不可沒，曾用帽子擋出了卡魯治勢在必得的一記吊射，還曾因近距離阻擋了施奈德的火焰射門而被皮球打到頭部、血流不止，卻仍毫無畏縮。但若林也恰恰由于對施奈德太過了解，結果在對方的一次進攻中，對其如何起腳的判斷出現了一瞬間的猶豫而導致再度失分。比賽即將以平局結束時，施奈德再度攻到了日本隊的門前，甚至與若林形成了一對一的單刀之勢。若林先押寶式的撲向一邊，隨即先後借助門柱和橫梁奇迹般的襠下了這一球，並爲日本隊爭取到了最後的進攻機會。比賽最終由翼一錘定音，日本隊以3:2戰勝德國隊，獲得了世少賽的冠軍。
世少賽結束後，若林本著“不成爲職業球員絕不回國”的志向繼續留在了漢堡。一天若林突然接到一個令他興奮的電話——由于漢堡一隊的主力門將受傷，該隊決定提前與若林簽訂合同。若林表示如果對方允許他仍以日本國籍的身份加入，便同意簽約。就這樣，年僅15歲的若林便成爲了德甲賽場上的職業選手。與此同時，施奈德與自己的父親教練攜手爲拜仁慕尼黑一隊效力。在一场汉堡对阵拜仁的比赛中，若林在球队2:1领先之时替换下受伤的门将，第一次登上职业舞台，并且守住了施奈德最后踢出的可能追平的一球，从此逐渐在汉堡主力门将的位置上站稳了脚跟。

### 世青篇
德甲賽場上，18歲的若林領軍漢堡隊連勝十場，並且保持了連續十場無失球的記錄。然而若林卻不幸再度受到傷病困擾：在代表德國隊出戰與荷蘭青年軍的友誼賽以及在德甲聯賽對陣科隆隊的比賽中，分別因近距離迎救了荷蘭隊隊長布萊恩·加爾富特以及瑞典籍主將“白夜騎士”史蒂芬·利雲的勁射而致使雙手手腕受創。漢堡的郊外，若林一邊打著石膏獨自練跑，一邊暗暗在心裏發誓：此仇非報不可，定要在世青杯決賽周還以顔色。
與此同時，正在備戰世青杯亞洲區預選賽的日本隊內部卻頻現危機：先是若島津因不滿見上領隊任用若林擔任決賽周主力門將而憤然離隊；隨後見上教練因突發闌尾炎而住院，被見上極力推薦的賀茂港新任領隊後，采用獨特方式提升日本隊實力——利用影子軍7人組（RJ7）逼迫日向、岬在內的日本隊7名主力離隊自省，並嚴酷訓練剩余隊員，導致日本隊在首輪預賽中僅靠剛從巴西歸隊的翼來支撐，打得十分艱難。正當日本隊以1:4遙遙落後于泰國隊、眼看無緣世青杯時，若林竟出人意料的出現在球場邊。天才守門員的登場引來隊友的驚喜、觀衆的歡呼及對方教練的恐慌。面對泰國隊的任意球，若林一出場便驅散人牆，隨即漂亮的瓦解了岡撒華特三兄弟的三重倒挂金鈎。但事實上若林的傷勢並未痊愈，他在賽前打了止痛針，雙手依舊纏滿繃帶，只能靠手擊救球而無法將球接穩。儘管如此，若林仍做出了一次次精彩撲救，甚至神一般的擋出了對方的一次近乎零距離的射門，三杉淳也在若林的提示下取得入球。日本隊同時依靠隊長翼及新星“太陽王子”葵新伍的精彩表現最終以5:4反敗爲勝。
次輪預賽中，被趕走的7名主力陸續歸隊，且實力均有所提升。隊友們爲減輕若林雙手的負擔，盡可能以攻爲守。日本隊大勝烏茲別克和阿聯酋後遇到強敵沙特隊，若林因手傷未愈，未能接穩沙特隊長奧衛蘭的射球而被其補射得手。但接下來日本隊瘋狂反擊，若林亦不顧傷痛頑強防守。當日本隊以3:1領先兩球之時，奧衛蘭衝破防線單刀直入，面對又一次近在咫尺的射門，若林竟甯願雙手被毀也仍要死守龍門。在他看來，自己“若沒有這份勇氣和犧牲精神，根本就不配擔任日本隊門將”。好在此球不是射門而是傳球，後被葵新伍阻擋。日本隊最終以4:1獲勝。
對戰中國隊前夕，若林向醫生提出這一次無需打止痛針。他認爲要封殺中國隊的攻擊就必須將球接穩，而止痛針會令指尖失去知覺、無力接球，並表示自己已經做好了承受劇痛的心理准備。比賽中，若林每接一次球便要忍受一次劇痛，甚至由于對方的一次強行侵犯而倒在地上痛苦慘叫。但他很快便重新振作，臉上寫滿剛毅。日本隊隨後先拔頭籌並在上半場以2:0取得領先。然而若林的雙手劇痛愈增，因皮球脫手而被對方追回一分，同時也只得再度變回打手搥的守門員。下半場中國隊的王牌肖俊光在球隊1:3落後的情況下傷愈登場，從受傷的若林手中扳回一球，隨後又以其必殺技“反動蹴速迅炮”將日向的雷獸射球成功反射回自家大門，甚至令若林整個人完全愣住，只得眼看著皮球從禁區外穿網而入。首次在正式比賽中被打破禁區外神話的若林眼角淌出一滴淚水，他感覺到自己的心和龍門網同時被轟穿了一個洞。但接下來，當翼的滑翔衝力射球也被肖俊光成功反射後，若林冒著雙手殘廢的危險，硬是將這一威力恐怖的射球擋了下來。當日本隊將比分改寫爲5:3時，若林終于放心離場。四戰全勝的日本隊最終以小組頭名出線。
若林因傷勢加重而無法繼續出場比賽，此時若島津已認識到了自身的錯誤，歸隊後與若林共勉並主動向見上教練致歉。日本隊隨後輕松戰勝伊拉克隊，奪得了世青杯決賽周的參賽權；接著又戰勝了主力缺陣的南韓隊，贏得了世青杯亞洲錦標賽的冠軍。賽後若林同隊友們一道歸鄉，與翼一同追憶往昔。不久後，世青杯因主辦國內戰而改在日本舉行。小組賽中，日本隊先後艱難戰勝了墨西哥和烏拉圭隊，隨後又擊敗了主力缺陣的意大利隊而進入八強。在此期間，若林的手傷也終于康複，賀茂領隊選擇了若林來擔任後面比賽的主力門將。對陣瑞典隊時，若林此前所受的“拳擊特訓”展現了成效，運用上勾拳、右直拳防守成功破解了利雲的強勁射球，並將白夜四騎士的射門悉數擋出，全場比賽連同加時賽始終力保球門不失。戰勝瑞典後，若林又在與另一位老對手——荷蘭隊的加爾富特的較量中同樣未失一球，終于如願以償的一雪前恥。賽後若林還表示“只要我不失分，日本隊便不會輸！”
決賽中日本隊遇到強大的巴西隊。上半場翼幾乎被完全凍結，但日本隊憑借若林的出色防守及其他隊員的共同努力，也始終未讓對手取得入球。中場休息時，隊員們對比賽局勢感到擔憂，領隊賀茂也無計可施，若林卻笑稱只要大家一直保持不失分，最後靠點球決勝負時日本隊必然不會輸，這樣一來自己便會成爲英雄。然而巴西隊畢竟實力強大，下半場“神之子”卡洛斯·辛坦拿終于以連環射門首開記錄。但不久後若林卻成功擊出了辛坦拿的一記堪稱“本世紀最強的抽射”，雙手也因此再度負傷。下半場爲救妹妹而受傷的岬太郎也終于歸隊，黃金搭檔再度展現威力，日本隊以2:1將比分反超。然而補時階段，巴西隊的秘密武器、球王拿度尼登場後又出人意料的從禁區外洞穿了若林的防守，並將比分扳平。全場比賽結束前的最後一秒，拿度尼再度射門，已經負傷的若林雖明知其他隊友均會全力防守，卻仍舊不顧一切的親自救險，以沾滿鮮血的雙手穩穩抱住了皮球。“這是向曾從禁區外起腳取得平手和打破了我超級門將傳說的拿度尼所顯示的最後鬥志！”隨後，若林與同樣頑強防守的石崎被雙雙送入醫療室。面對石崎及其女友的相互告白，若林忍不住提示二人：醫療室內還有其他人在哩！加時賽中，翼又一次射入黃金入球，日本隊終于贏得世青賽的冠軍。
世青賽結束後，若林返回德國，一方面作雙手的物理治療，希望能早日康複參加賽事。

### Road to 2002
新一輪的德甲聯賽又如火如荼的展開了，上個賽季因傷缺陣的若林決心重整旗鼓。與此同時，昔日隊友大空翼和日向小次郎也先後進軍歐洲足壇，翼的妻子早苗甚至還夢到翼和若林在歐冠决賽中對決的場景。一日，當若林獨自在漢堡街頭跑步時，發現有一人正戴著墨鏡、專程駕車等在路邊，此人便是與自己亦敵亦友的德國皇帝卡爾·海因茨·施奈德。施奈德特地來遊說若林轉會到自己所在的俱樂部--德甲豪門拜仁慕尼黑，想與之一道以贏取歐冠爲目標。然而若林的回答卻是"我沒想過要離開漢堡"。若林的理由是不僅要爲上賽季成績下滑的漢堡隊一雪前恥，更重要的是他對漢堡心存感恩，認爲"一直以來栽培我的，都是漢堡這支球隊"。而施奈德的觀念卻截然相反，他指出"如果一直拘泥于此事上，就永遠別想更上一層樓"，並且告訴若林，在世青賽中與他交過手的利雲和肖俊光也已經加入了拜仁，施奈德很希望若林也能一起加入、組成歐洲乃至世界最強的球隊。誰想聽了這些話之後，若林的意志反倒更加堅定，信心十足的稱自己會將對手所有的必殺技全部擋下來。面對如此"冥頑不化"的若林，施奈德只得無奈聲稱"唯有在比賽中將你打倒才行"。
不久後，德甲的揭幕戰打響了，由漢堡隊客場迎戰雲達不萊梅。面對對方由西度、米嘉斯、域多連勞組成的鐵三角組合，若林神勇的化解了禁區內一浪接一浪的攻勢。下半場漢堡隊以若林的一記龍門球爲起點先開紀錄。補時階段，全場只有若林一人看穿了西度看似傳球、實爲進攻舉動，于是衝出小禁區、以進攻型的防守方式化解了漢堡隊的危機。漢堡最終以1:0擊敗主隊，在揭幕戰中高奏凱歌。在接下來的比賽中，若林繼續保持了絕佳狀態，幫助球隊分別以2:0和1:0的比分戰勝了科隆和費倫堡，接著又與梅拿所在的斯圖加特隊0:0握手言和。與此同時，拜仁則在前四場比賽中保持了全勝的記錄。
漢堡的第五場比賽終于與拜仁相遇了，此場比賽可謂是若林與施奈德的"宿敵之戰"。主場作戰的拜仁在比賽剛一開始就迅速控制了戰局，球很快傳到了施奈德的腳下。施奈德一記威力十足的中距離射門卻未能通過若林的十指關。若林隨即持球在禁區內跑上前，順勢大腳長傳，前方的卡魯治追上皮球直接起腳抽射，球應聲入網。若林的出色助攻幫助漢堡隊在開場僅5分鍾時便出人意料的取得了領先。
先失一球的王者拜仁隨即展開了"射球風暴"，漢堡門前一片風聲鶴唳，可始終未有球員能射破若林的十指關。肖俊光的絕技"反動蹴速迅炮"被若林一抱入懷，宛如一條飛龍被生擒。利雲再次使出了若林在世青賽中只能用手擊出的急速旋轉射門，希望肖俊光可以補射得手，卻不想若林從平日玩的陀螺中領悟出了玄機，將利雲的射球穩穩接住。而皇牌球員施奈德此時也被昔日戰友卡魯治嚴密看守、苦無對策。施奈德不禁回想起了自己與卡魯治、若林三人在漢堡少年隊並肩作戰時的美好時光，那時的漢堡少年隊堪成無敵，兩個德國夥伴都勸若林也加入德國國籍，若林卻並未答應，只爲堅守與翼的約定--帶領日本隊贏取世界杯......
就在卡魯治也被拖入到回憶中時，施奈德卻突然發威、甩開了卡魯治的盯防，隨即在禁區內接到了利雲的妙傳並出人意料的用左腳踢出了一記勁射。若林看似失球在即，卻仍舊勉強將球擋到，肖俊光看准機會想要在皮球從若林手中彈出的一刻將其射入，卻不想平日有意練習過握力的若林最終將球完全沒收。而肖俊光卻已經出腳、收勢不及，跟若林撞作一團，若林的背部狠狠撞上了球門柱。被吹犯規的肖俊光及漢堡隊友都紛紛對若林感到擔憂，而若林卻一臉輕松的說："沒事，門柱是守門員的朋友，完全不覺得痛！"
上半場比賽結束，漢堡以一分的優勢領先于王者拜仁。而拜仁的領隊、施奈德的父親教練卻並不驚慌，在中場休息時向球員們介紹了自己的應對之策--通過快速回傳的方式撕破漢堡的防線以攻陷若林的龍門。該戰術果然發揮了成效，下半場一開場便給若林造成了失位，同時消耗了拜仁防守隊員們的體力。若林在勉強擋出了肖俊光的一記射門和利雲的一記單刀之後，終于在此二人的雙重傳球配合之下、被施奈德的一記火焰射門攻破球網。
在本屆聯賽中首次失球的若林並未氣餒，而是鼓勵大家繼續較量。然而此時漢堡隊卻換上了兩名隊員專門盯防肖俊光和利雲，打算防止對手的快速回傳、以平局收場而放棄進攻，這種消極踢法引來了全場球迷大喝倒彩。在拜仁其他球員的不斷攻擊之下，若林始終冷靜沈著的把守著漢堡的大門。施奈德對這樣的足球也頗感無趣，卡魯治則在其身邊緊緊盯防，二人在球門前同時跳起來爭球時，若林搶先一步出迎並將球沒收，三人撞作一團摔在地上。"真是沒趣的足球！若林，這就是你們的足球嗎？"施奈德站起身來向面前的若林指責道。若林其實何嘗只想踢死守的足球，可未等他做出回應，一旁的卡魯治對施奈德一連串嘲諷的話已忍無可忍，從施奈德的背後一腳將其踢倒並對其憤怒吼叫。若林趕緊一把抱住卡魯治叫他不要衝動，然而裁判此時也已舉起了紅牌。原本也一心盼望著這場比賽、希望能和拜仁好好較量一番的卡魯治，不得不流著淚黯然離場......
"我們已回不到那時候，再也不能只爲快樂而踢足球。"若林心中不禁萌發出這樣的慨歎。"但儘管如此，身爲職業球員，我們一定要戰鬥到底！"若林在這一刻怒吼了："各位！讓他們見識我們漢堡永不言敗的鬥志啊！爲了卡魯治，這場比賽一定不能輸！"在若林的鼓舞下，漢堡隊員在所剩無幾的時間裏拼死防守。當比賽進入補時階段時，施奈德又在禁區外踢出一記火焰射球。令他沒有想到的是，雖然練習時自己有50%的機會從禁區外射入若林的球門，但狀態絕佳時的若林是可以百分之一百救出自己的射門的。此刻回響在若林心中的是這樣的話語："我們已回不到過去......但我依然可以說現在我......真的很喜歡足球！"
接到球後的若林迅速站起，再次在禁區內跑上前大腳長傳。跑在前面的一名漢堡隊員眼看要接球射門時被對方球員絆倒，漢堡因若林的長傳獲得了一個上佳位置的任意球機會。此時此刻，身爲門將的若林竟親自跑上前准備踢這一記罰球。"我們要贏！！擊垮拜仁才是我們的目的！！拜仁，受死吧！"面對若林的這一記怒射，拜仁的門將全然沒有反應，可人牆中卻有一人迅速反應過來--肖俊光使出反動蹴速迅炮擋出了若林的射門。緊接著，施奈德朝著眼看出界的皮球全速奔跑，若林亦全力跑向自己的龍門進行回防。施奈德終于成功踢出了一記前衝遠射，整個人因此飛脫撞上了場邊的廣告板；皮球掠過了若林的右手，直飛進了漢堡的大門......
漢堡輸了。"即使球季開始前，我曾爲了增強球隊實力、力邀你加盟而被拒，但自始至終，我也認定你永遠是我最大、也是最好的勁敵。今日這一戰，更令我重新肯定這點。"這是施奈德在賽後望著若林的背影時，在心中發出的感慨。然而令球隊功虧一簣的若林則頗感自責，漢堡隊友們紛紛上前安慰。可漢堡的主教練卻對若林漠視自己的指示、不理會球隊戰術的行爲極爲憤慨，此後報紙上便刊登出了漢堡隊準備出售若林的消息。若林的命運將何去何從？

### Golden 23
自從漢堡對拜仁的比賽結束之後，若林便被主教練按在了替補席上，已經連續三場比賽都沒有上場了。漢堡教練在這三場比賽中均啓用了另外三名外籍選手，而同爲外籍選手的若林因受到外籍球員參賽名額限制的關係，其門將位置已被與之同齡的一名德國球員所替代。儘管沒有若林出場，球隊還是保持了兩勝一敗的良好戰績。就在這時候，周圍開始傳出了漢堡主教練與若林不合的傳聞，若林的轉會問題也變得越來越真實。據說除了德國國內的球隊之外，連國外的球隊都開始爲挖角若林而展開了行動。與此同時，拜仁慕尼黑隊的王牌施奈德已連續五場比賽都有進球入賬，他暗自對若林說"如果你沒機會上場，那就趕快加入我們的球隊吧！"
若林在德國的消息傳到了日本，當時日本國內正在備戰衝擊奧運會的比賽。國奧隊主教練吉良耕三正好借此機會將若林秘密召回了日本，若林也因此成爲唯一一個回國助陣的海外球員。若林參加的頭一場比賽是與亞特蘭大奧運會冠軍尼日利亞隊的友誼賽，他已很久沒有站在日本的球場上了，場內觀衆也因若林的到來歡呼不已。尼日利亞隊的主力選手對于打破若林禁區外不敗的神話十分有興趣，但作爲日本隊的守護神，若林连续阻挡了对方的攻门，甚至還攔下了一個點球。緊接著，若林乾脆利落的單手擋下了對方的一個角球，然後立刻長傳給已經轉型爲前鋒的若島津，若島津進球得分，二人的這一次配合十分默契。對于對方接下來的一次任意球，若林驅散人牆、接受禁區外的挑戰，並將一記很有威力的任意球穩穩抓住。
然而對方的實力也不容小覷，經過一次假裝內訌的蒙人式進攻和一次精湛配合攻破了日本隊的防線，結果在上半場以2:1反超日本隊。下半場尼日利亞隊全力防守，甚至還玩起了鳥籠戰術。正當日本隊眼看無望之時，若林的眼中閃出了火花。他不僅鼓勵後衛也參與進攻，甚至自己也直接衝出球門從對方腳下鏟球，被對方跳起來躲過後又硬是執著的擡腳將球攔了下來。"我可不是爲了輸掉這場比賽，特地從德國千裏迢迢回到日本的啊！"若林緊接著遠距離射門，球後來轉向傳到了岬太郎的腳下，這記長傳也直接喚起了一時間稍有迷茫的岬的鬥志，最後岬終于不負衆望扳平了比分。
比賽結束後，若林返回了德國。漢堡隊爲了打消若林在球季中轉會的念頭，同意其加入U-22日本代表隊，若林接受了這個條件。這也意味著本年度德甲聯賽結束之後，若林就一定要離開球隊。對此，隊中最要好的夥伴卡魯治心中也感到一絲淒涼，但他仍舊坦然面對現實並真心祝福朋友，在若林沉重的目光中轉身離去。
有若林出場的日本隊在奧運會亞洲區預選賽中過關斬將，以六戰全勝無失分的佳績進入了最終預賽。然而隨後的一場比賽卻因石崎了的自擺烏龍而導致了1-1平局。在接下來對陣澳大利亞時，若林在下半場因與對手碰撞而撞上了球門柱，眼部不幸受傷、只好被迫下場，結果日本隊在原本領先一分的情況下最終以1:3慘敗。若林被診斷爲左眼眼窩骨折，有可能被迫長期脫隊。頭部纏滿繃帶的若林獨自躺在病床上，不禁感歎自己今年爲何如此命途多舛。
日本隊一勝一平一負陷入出線絕境，再度對陣澳大利亞時不但要贏，還必須取得淨勝球優勢。此時若林的傷勢已有所恢複，于是也出現在場邊爲日本隊打氣。日本隊最終全力以赴贏得了奧運會的出線權。
奧運開賽前，日本隊與希臘隊舉行了一場友誼賽。對方的前鋒是德甲的得分手，目前與施奈德一樣已取得26粒入球，而在對陣漢堡時未能從若林手中得分，因此很希望能在這場比賽中與若林再度較量。可惜若林的傷尚未痊愈，上半場希臘隊以2:0領先。若林後來實在忍不住卸下眼罩、要求出場。該希臘前鋒本不打算打滿全場，但因若林的出場而堅持到了比賽結束。兩隊最終2:2戰平。若林與隊友們即將踏上新的征程（番外篇裏若林已轉會到拜仁慕尼黑）。

## 配音聲優
| 83版足球小將      | 94版足球小將J版 | 2002版足球小將GOAL!／隊長小翼 | 大陸遼藝版 | TVB港版 | ViuTV港版 | 台版   |
| ----------------- | --------------- | ----------------------------- | ---------- | ------- | --------- | ------ |
| 三橋洋一/橋本晃一 | 三木真一郎      | 鈴村健一                      | 張文漁     | 林保全  | 陳健豪    | 陳彥鈞 |